# 李応昇
李 応昇（り おうしょう、1593年 - 1626年）は、明代の官僚。東林七賢のひとり。字は仲達、号は次見。本貫は常州府江陰県。

## 生涯
1616年（万暦44年）、進士に及第した。南康府推官に任じられた。無辜の者19人を死罪から救い出し、大罪人数人を極刑に処した。その公平清廉さから林学曾とともに「前林後李」と称された。九江府と南康府のあいだには柯氏と陳氏の二大族がいて、ともに陳友諒の末裔を称しており、自負と独立の心が強く、官の追捕を拒否していたので、官軍による討伐も議論されていた。応昇が単騎で説得に赴くと、柯氏と陳氏はその命を聞いて、匿っていた罪人を出頭させた。
1622年（天啓2年）、応昇は北京に召還されて御史に任じられたが、暇乞いをして帰郷した。1623年（天啓3年）秋、朝廷に復帰した。ときに天啓帝は若年で各方面で政治が緩んでいたため、応昇は帝を諫める上疏をおこなったが、聞き入れられなかった。また時政について陳述し、奸人の排斥と法制の厳格化を求めたが、用いられなかった。まもなく応昇は南京都御史の王永光が部郎の范得志を庇って公論を転倒させたとして弾劾した。ほどなく王永光は自ら引退して官を去った。
1624年（天啓4年）1月、応昇が外番・内盗・小人の三患について上疏して、天啓帝の側近たちを批判したため、魏忠賢に憎まれた。また魏忠賢が東廠を管轄して、刑獄により士人を弾圧したことから、その罷免を求めた。応昇は魏忠賢の十六の罪を列挙して上疏しようとしたが、兄に知られて文章を廃棄されたため、やむなく取りやめた。
6月、楊漣が魏忠賢の二十四大罪を弾劾したが、天啓帝の反応が厳しかったため、応昇は続けざまに上疏して魏忠賢を糾弾した。10月、応昇は魏大中とともに魏広微を弾劾したことから、魏広微にも憎まれ、官を降格させられそうになった。首輔の韓爌が弁護したため、俸給1年の剥奪で済まされた。
1625年（天啓5年）3月、応昇は工部主事の曹欽程により東林党を擁護していると弾劾され、官籍を削られた。1626年（天啓6年）3月、李実が周起元を弾劾した上疏に応昇の名も加えられた。応昇は逮捕されて獄に下され、錦衣衛による苛酷な拷問を受け、不正な財産3000を蔵匿した罪に問われた。閏6月2日、獄中で死去した。享年は34。1628年（崇禎元年）、名誉を回復されて太僕寺卿の位を追贈された。南明の福王政権のとき、忠毅と追諡された。著書に『落落斎遺稿』10巻があった。

## 子女
- 李遜之